# کوین گراند
دلیل کوین (انگلیسی: Kevin Grund؛ زادهٔ ۱۴ اوت ۱۹۸۷) بازیکن فوتبال اهل آلمان است.
از باشگاه‌هایی که در آن بازی کرده‌است می‌توان به باشگاه فوتبال دویسبورگ و باشگاه فوتبال روت‌وایس اسن اشاره کرد.